# 下田歌子
下田 歌子（しもだ うたこ、出生名：平尾 鉐〈ひらお せき〉、1854年9月29日〈嘉永7/安政元年8月8日〉 - 1936年〈昭和11年〉10月8日）は、日本の明治から大正期にかけて活躍した教育者、歌人（号は香雪）。女子教育の先覚者で、生涯を女子教育の振興にささげ、実践女子学園の基礎も築いた。祖父は儒学者東条琴台。

## 略歴
美濃国恵那郡岩村（現在の岐阜県恵那市）にて、岩村藩士平尾鍒蔵と房子（挙母藩武久氏）の長女として生まれる。実弟は平尾鍗蔵。
祖父東条琴台は江戸の医家から平尾家に婿入したが、鍒蔵が生まれた後、藩内学閥との確執から離縁。鉐の幼少期、父鍒蔵（1818–1898）は尊王攘夷論を説いたため、安政4年と明治元年に2度謹慎処分を受け、計10年の蟄居を強いられた。平尾家は倹約令も重なり困窮を極めたため、使用人に暇を与え、家財も売り、婦女子は畑仕事や蚕糸業に従事した。
鉐は幼少期から無類の読書好きで新旧の和漢書を読破し、漢籍を父に、和歌を大野鏡光尼（上京後は八田知紀）に師事した。数え5歳頃から詩歌を作りはじめ、7歳のとき、桜田門外の変に際して水戸浪士らへの手向けの歌を父に促され、「櫻田に思ひ残りて今日の雪」と発句を詠じたという。また、書物を読んで善い事だと思うと、すぐに行動にうつす事も多かった。中国の孝行事例を集めた『二十四孝』にある、両親が蚊に刺されるのを防ぐため子が裸になって蚊を引き寄せたという逸話を読み、それを実行したという。

### 宮中奉侍と桃夭学校の設立
明治維新後、祖父と父は各々新政府の招聘を受けて東京へ上ったため、旧暦明治4年4月（1871年）、数え18歳で鉐も上京し、その途次、三国山の峠で「綾錦着てかへらずは三国山またふたたびは越えじとぞ思ふ」などの歌を詠んだ。同年中に岩村に残った他の家族も上京。鉐は東京で初めて祖父琴台に会い、暫時身の回りの世話をしたが、琴台は孫娘の詩歌の才能を認めつつ、女性らしさ・婦容に留意すべきで、読書への没頭は健康を害し、普通の才識を欠いた死学問となりかねぬと戒めた。
明治5年10月（1872年）、八田知紀・高崎正風らの推挙により宮内省十五等出仕として女官に抜擢される。翌年より御書物掛に任じられ、昭憲皇后の御進講において、元田永孚・加藤弘之らの講義やフランス人教師の仏語講座を陪聴する機会に恵まれ、多くの行啓にも供奉した。その才覚から皇后より寵愛され「うた」の名を賜り、平尾うた（宇多）と改名。新暦1875年（明治8年）5月十二等出仕に補され、6月権命婦に任じられる。この年に出仕し、同じく武家出身で和歌の才能に秀でた年長の税所敦子（権掌侍）は生涯の友として親交を深めた。
1879年（明治12年）11月、宮内省に「神思鬱憂症」の診断書を添えて依願辞職。以前より平尾家と交誼のあった元丸亀藩士の剣術家下田猛雄と結婚、下田歌子（下田うた）と改姓した（結婚の時期は諸説あり）。まもなく猛雄が病に伏すと、歌子はその看病のかたわら、女官時代に知遇を得た伊藤博文・山縣有朋らの後押しもあり、彼ら政府高官の夫人を対象に家塾を開き、源氏物語・徒然草や四書五経の講義の他、和歌・琴の稽古をつけたという。さらに1882年（明治15年）3月には正式に東京府へ華族子女を対象とする下田学校の私学開業届を提出、6月に桃夭学校と改称し、国文・漢学・修身・習字等の学科を設置した（1884年3月より津田梅子が英語講師を担当）。

### 華族女学校学監就任と欧米教育視察
1884年（明治17年）5月、夫猛雄が病死（享年39）。歌子は7月に宮内省御用掛（准奏任：当時の宮内卿は伊藤博文）に任じられ、華族女学校の開設計画に参画。翌1885年（明治18年）9月創設の華族女学校の幹事兼教授に任命され（谷干城学習院長が校長兼務）、1886年（明治19年）2月の職制改定に伴い学監（奏任官：長ノ命ヲ受ケ教授及ヒ校中ノ事務ヲ監督）に就任した。なお、同校第1期生の半分弱は桃夭学校からの移籍者で、桃夭学校は廃止されたが、親元を離れて華族女学校に就学する生徒のために別途、寄宿制の桃夭塾（桃夭女塾）を設置した。
1893年（明治26年）春、歌子は皇太子及び内親王御養育主任の佐々木高行より、第6皇女常宮及び第7皇女周宮両内親王の教育掛の内命とともに、欧州女子教育の視察を命じられる。その主たる目的は、英国皇室の皇女教育の調査にあったが、学識はあっても欧州に留学せねば軽蔑されかねない当時の風潮に配慮しての下命であった。同年8月には華族女学校教授に任じられ、学監職を返上した上で、堀江義子とともに翌9月より1895年（明治28年）8月まで、在官のまま日清戦争前後の約2年間にわたり洋行した（当初の予定期間は1年間で2度延長申請）。
1893年9月に横浜港を出航、スエズ経由で10月にフランスのマルセイユに着港。パリに1か月滞在した後、英国へ渡った。英国ではブライトンの英語学校に通った後12月に拠点となるロンドンに到着。同地で知遇を得た、ヴィクトリア女王の女官を務め、来日経験もあるエリザベス・アンナ・ゴードン（1851–1925：京都で客死）の助力により、上流階級社会の生活と女子教育の状況を観察する機会に恵まれた。歌子は所期通り、特に女王の孫女らに対する教育とその母である王女の日常生活に注目し、日本とは異なり、王女らが市井の人々とも親しく交わり、家庭教育に心を尽くしていることを知るとともに、東洋の女性に比べ、当地の女性は剛毅活発で知識に富んでおり、それが教育と生活習慣によって培われていることを実感する。
1894年（明治27年）12月頃より、歌子は皇女教育調査から、広く中流以下の庶民の女子教育にも注目し、一般女子学校の視察を始める。1895年（明治28年）の春には当時の英国女子学校で屈指のチェルトナム・レディーズ・カレッジ以下CLC に招かれ滞在、校長ドロシア・ビールと親しく面談する機会を得る。歌子はビールの応対を外面的でない「真の親切」と評し、高齢かつ多忙でありながら、訪問日の変更やその後の書簡での応答にも懇切に対応し、談話の際も、博覧多識でありながら自らの功を誇ることなく、信心深く神の恩恵に帰する言行に感銘を受けた。
その後、英国女子教育改革運動の中心である、ケンブリッジ大学の女子学寮ニューナム・カレッジ及び女子教員養成校ケンブリッジ・トレーニング・カレッジ（Cambridge Training College for Women Teachers、以下CTC。現ヒューズ・ホール）にも訪問し、さらにオックスフォード大学サマーヴィル・カレッジや湖水地方のウィンダミア、スコットランドのエディンバラの他、大陸へも足を延ばし、イタリア・ローマの公立学校、フランス・パリの宗教女学校、ドイツの女子学校を視察し、その途上、スイス・ベルギー・オーストリアも訪れた。
やがて日清戦争終結後まもない5月8日、歌子は礼装である袿袴を身に付けバッキンガム宮殿でヴィクトリア女王との謁見に臨み、後日女王の居城であるウィンザー城でも午餐及び歓談の機会を与えられた。
欧州視察を終えると、帰路は7月にリヴァプール港から大西洋を渡って英領カナダのモントリオールへ入港、ナイアガラの滝にも立ち寄りながらアメリカを横断し、8月に西海岸のバンクーバーから帰国の途に就いた。
祖父及び父譲りの勤王家であった歌子はもともとキリスト教嫌いであったが、この視察を通してキリスト教信仰が自主独立と慈善博愛の精神を育み、教育（徳育）や生活習慣の基盤となっている一方で、実利主義に基づいて、貴族でも育児及び家庭教育のためには、衛生・生理・看護法・教育学・外国語を修め、また舞踊・音楽なども体育・美育として教えられていることを学んだ。

### 帝国婦人協会・実践女学校の設立

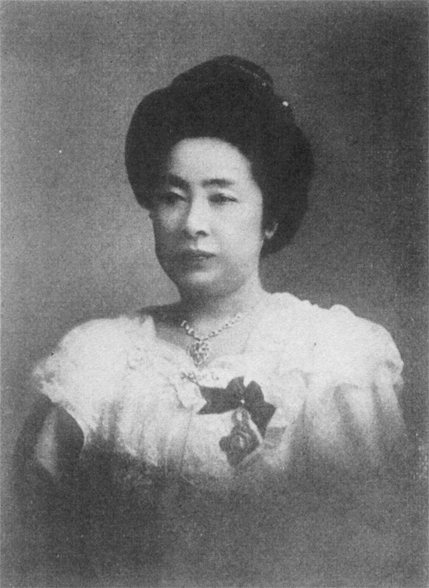
下田歌子

帰国直後の8月末、歌子は華族女学校学監に再任され、復職する一方、皇女教育をめぐる宮中の勢力争いを経て、1896年（明治29年）5月には堀江義子とともに正式に常宮周宮御用掛に任じられ、1897年（明治30年）9月より華族女学校教授を兼任した。
一方、欧米視察を通して、中流以下の大衆婦人の教育が国家隆興の基であると確信した歌子は、「教なき下民即ち野獣に似たる人類をして、従順能く羊の如く馴れしむるものは、まことにこの下層婦人の徳を高め、智を進め、共助によりて、以て自他の利益を謀らしめんが為に、漸次其実力をも養はしめ、其自活の道をも立てしむるにしく者なきを信ずること切なり」との主旨をもって、1898年（明治31年）11月に帝国婦人協会を設立し、会長に就任する。
1899年（明治32年）2月、麹町区元園町の旧海軍予備校跡に事務所を開設し、3月に会則を発表、12月には機関誌『日本婦人』を創刊。また、4月には実践女学校（同年2月公布の高等女学校令に準拠、高等女学校としての認可は1911年）および女子工芸学校を創立し、校長に就任した（5月開校）。実践女学校は「本邦固有の女徳を啓発し、日進の学理を応用し、勉めて現今の社会に適応すべき実学を教授し、賢母良妻を養成する」こと、工芸学校は「女子に適当なる工芸を授け併せて修身斉家に必要なる実業を修めしめ能く自営の道を立つるに足るべき教育を施す」ことを目的とした。また、賛同会員による支部設立の全国展開を目論み、歌子は同年7月に信越地方へ、1901年（明治34年）の夏には北海道・東北地方へ講演旅行を実施し、各地で反響を呼んだ。
さらに1901年には清国女子留学生1名を受け入れ、その後の留学生増加に伴い清国女子速成科と分教場及び寮を設置、1911年（明治44年）までに100名近い清国留学生が卒業。1902年（明治35年）、清国留学生と交流する中で知り合った戢翼翬と共同で出版社「作新社」を設立、雑誌『大陸』を刊行したほか、日本の書籍の中国語訳を大量に出版した。
その後、帝国婦人協会は、南豊島郡渋谷村の常盤松御料地（旧御料乳牛場）内の2千坪の土地を借り受け校舎を新築、1903年（明治36年）5月に開校し、拠点を移した（後年隣接地を払い下げられ拡張）。
一方、歌子は1901年2月に、奥村五百子が提唱した戦死者遺族・傷痍軍人の救護を目的する「愛国婦人会」（初代会長は岩倉久子）の創設に参画、創立趣意書の起草に携わり、発起人メンバーにも名を連ねた他、1904年（明治37年）、清藤秋子らと国際親善と文化交流を目的とする東洋婦人会（会長は鍋島栄子）を設立し、顧問に就任した。

### 華族女学校辞職とその後
日露戦争終結後の翌1906年（明治39年）4月、華族女学校は学習院への併合が達せられ、学習院学制・官制・規則の制定とともに、学習院女学部に改組（宮内省達）。歌子は教授兼女学部長に任じられ、その弁によれば、改組前に宮内大臣田中光顯より直々に併合の聖旨と改革の要点を示され、「攻撃の矢玉を受くるの覚悟」をもって内部改革に臨んだ。実際、人事面では華族女学校教授兼幹事の淺岡一を筆頭に、同教授の土屋弘・鳥山啓・秋山四郞・阪正臣・愛知信元・田中阿歌麿・木村貞・塚原律子・荒木鐸・波多野濱・武田貢が廃官となったが、その後廃官者らが「党をたて、朋を集め、或ひは新聞紙に余が誹謗を載せ、或ひは生徒、及び生徒の父兄に直接に間接に、余が事を悪ざまに」言うなどの妨害を連日受けたという。
1907年（明治40年）1月に陸軍大将乃木希典が学習院長に就任後、11月に歌子は学習院教授兼女学部長の非職を命じられる（1910年11月に非職満期）。歌子の弁によれば、田中宮内大臣の提言による事実上の辞職であった。なお、この間、社会主義系の『平民新聞』は同年2月から4月にかけて「妖婦下田歌子」と題する連載で、歌子と有力政治家（伊藤博文・井上馨・山縣有朋・陸奥宗光・松方正義ら）に関する根拠不明な暴露的醜聞記事を掲載（第33–74号）、廃刊号となった第75号では「下田歌子を葬る」との激烈な表題で、歌子への「文字の爆裂弾」による精神的抹殺の意志を表明して締め括っていた（連載の主たる執筆者は深尾韶とされる）。
以後、歌子は実践女学校を中心に女子教育の普及に尽力、同校の改革を進め、1908年（明治41年）4月、実践女学校及び女子工芸学校を合併し、実践女学校中等学部と工芸部、さらに高等専門学部（戦後の大学・短大の前身）を設置。また、渋谷で最初の私立幼稚園である附属幼稚園を設立した（園長就任：1945年に戦禍により消失）。さらに私財を投じて法人化をすすめ、9月に私立帝国婦人協会実践女学校として法人登記、経営の安定を図った。その後、同校中等学部は高等女学部・実科高等女学部への分割を経て、実践高等女学校及び実践実科高等女学校（のち第二高等女学校）に改称し、高等専門学部は高等女学部専攻科・高等技芸科（のち高等師範部）への分割、さらに専攻科は専門学部を経て実践女子専門学校に改称した（1932年）。
この間、1918年（大正7年）4月には、板垣絹子の招きで大日本婦人慈善会の順心女学校（現・広尾学園）創設にあたって初代校長に就任した他、逓信省貯金局女子従業員を対象とする明徳女学校（1921年以降）、愛国婦人会本部に設置された愛国夜間女学校（1924–32年）、順心女学校内設置の文化夜間女学校（1924–27年）、滋賀県の淡海女子実務学校（1925–30年：現・淡海書道文化専門学校）の校長を兼務した。
1920年（大正9年）9月、愛国婦人会の第5代会長に就任（1927年4月迄：皇族・華族以外で初）。以後、会長としての講演活動を日本国内のみならず樺太・朝鮮・満州に広げ、また、社会救済事業（婦人職業紹介・授産所・託児所・児童図書館などの開設）を通して婦人の生活改善を図った。
1936年（昭和11年）10月8日午後11時、肺炎のため赤坂区青山北町の自宅にて死去（享年83・満82歳）。それまで複数回手術を受けた病身でありながら10日前まで登校していたという。
墓所は護国寺。その後、故郷の乗政寺山墓地にも故下田猛雄の墓と並べて分骨埋葬された。また、1937年（昭和12年）には、下田歌子を祀る「香雪神社」が実践女学校運動場北側に建立され、命日の前日に新殿祭・動座祭・鎮座祭が執行された（戦後廃祀され、現在は実践女子学園桃夭館の香雪記念室内神棚に奉斎）。

## 栄典
- 1896年（明治29年）12月21日 - 正五位[71]
- 1901年（明治34年）12月26日 - 従四位[72]
- 1906年（明治39年）12月27日 - 正四位[73]
- 1907年（明治40年）12月29日 - 勲四等瑞宝章[74]
- 1908年（明治41年）4月30日 - 従三位（常宮昌子内親王成婚による特旨）[75]
- 1927年（昭和2年）10月13日 - 勲三等瑞宝章[76]

## 人物
容姿と才能に恵まれ、「明治の紫式部」ともあだ名されるが、反面政府の高官との浮名も絶えなかったと言われ、特に平民新聞は『妖婦下田歌子』と題した特集を連載するまでに至った。特に「日本のラスプーチン」とまで言われた祈祷師・飯野吉三郎の権力拡大のため尽力したとされ、のちの幸徳事件は飯野の差し金であるとの説もある。

## その他
- 恵那市の城跡公園（岩村城跡）には、下田歌子の勉学所（復元）、顕彰碑、銅像、歌碑が建てられている[77]。
- 下田歌子賞 - 恵那市が主催するエッセイ・短歌の公募賞。生誕150年前年の2003年（平成15年）に旧岩村町が創設（岐阜県・実践女子学園・PHP研究所が協力）、受賞作品集（『受賞の思い出：下田歌子賞10周年を記念して』、20周年記念の『夢』ほか）も発刊[78][79]。

## 著作
教科書編纂をはじめ、歌集、家庭文庫・少女文庫・子女教養全書・女子自修文庫といった女性向けの教養叢書など編著書多数。

### 教科書編纂
- 和文教科書（全10巻：宮内省・中央堂、1886–1889年）
- 国文小学読本（全8巻、 高崎正風・末松謙澄校閲 ：十一堂、1887年）
- 新撰女子国文教科書（全10巻：大日本図書、1902年）
- 女子日本歴史教科書（上下巻：文学社、1908年）

### 主著
- 家政学（上下巻：博文館、1893年）
- 新撰家政学（上下巻：金港堂書籍、1900年）
- 信越紀行（帝国婦人協会、1900年）
- 泰西婦女風俗（女学叢書第1巻：大日本女学会、1899年）
- 泰西所見 家庭教育（家庭文庫第12編：博文館、1901年）
- 女子之修養（弘道館、1906年）
- 良妻と賢母（女子自修文庫第5編：冨山房、1912年）
- 日本の女性（実業之日本社、1913年）
- 礼法家事 婦人修養十講（家政研究会筆記、東京国民書院、1914年）
- 家庭（実業之日本社、1915年）
- 女子の礼法（国民書院、1916年）
- 結婚要訣（三育社、1916年）

### 復命書
- 内親王殿下御家庭教育ニ関スル意見（国立国会図書館所蔵写本参照：長崎省吾関係文書145-3）
- 内親王殿下御家庭教育ノ参考附録（同上参照）
- 欧米二洲女子教育実況概要（同上参照）

### 全集
- 下田歌子著作集（實践女學校出版部）
  - 香雪叢書：紀行随筆 よもぎむぐら／歌集 雪の下草／日本の女性／婦人常識訓／家庭訓（1932–1934年）
  - 源氏物語講義 首巻 総論及梗概（1934年）
  - 源氏物語講義 第1巻 桐壷・帚木・空蝉（1936年）
- 下田歌子著作集 資料篇（全9巻、板垣弘子編、実践女子学園、1998–2002年：雑誌寄稿文を復刻）
- 新編 下田歌子著作集（実践女子大学下田歌子記念女性総合研究所監修）
  - 婦人常識訓／女子のつとめ（現代語訳）／女子の心得／結婚要訣／良妻と賢母（三元社、2016–2020年）
  - よもぎむぐら・上（風間書房、2023年）校注 久保貴子
  - よもぎむぐら・中（風間書房、2025年）校注 久保貴子